# 404 (szám)
A 404 (római számmal: CDIV) egy természetes szám.

## A szám a matematikában
A tízes számrendszerbeli 404-es a kettes számrendszerben 110010100, a nyolcas számrendszerben 624, a tizenhatos számrendszerben 194 alakban írható fel.
A 404 páros szám, összetett szám, kanonikus alakban a 22 · 1011 szorzattal, normálalakban a 4,04 · 102 szorzattal írható fel. Hat osztója van a természetes számok halmazán, ezek növekvő sorrendben: 1, 2, 4, 101, 202 és 404.
A 404 négyzete 163 216, köbe 65 939 264, négyzetgyöke 20,09975, köbgyöke 7,39254, reciproka 0,0024752. A 404 egység sugarú kör kerülete 2538,40686 egység, területe 512 758,18655 területegység; a 404 egység sugarú gömb térfogata 276 205 743,2 térfogategység.
A 404 helyen az Euler-függvény helyettesítési értéke 200, a Möbius-függvényé és a Mertens-függvényé 0.

## A szám mint sorszám, jelzés
A 404-es hiba a HTTP rendszer egyik hibajelzése.
A Peugeot 404 a Peugeot 1960 és 1975 között gyártott modellje.
A 404 Arsinoë egy kisbolygó. Az NGC 404 egy lentikuláris galaxis az Androméda csillagképben.
Johann Sebastian Bach műjegyzékének 404. tétele (BWV 404) az O Traurigkeit, o Herzeleid.